# Zhang Jingchu

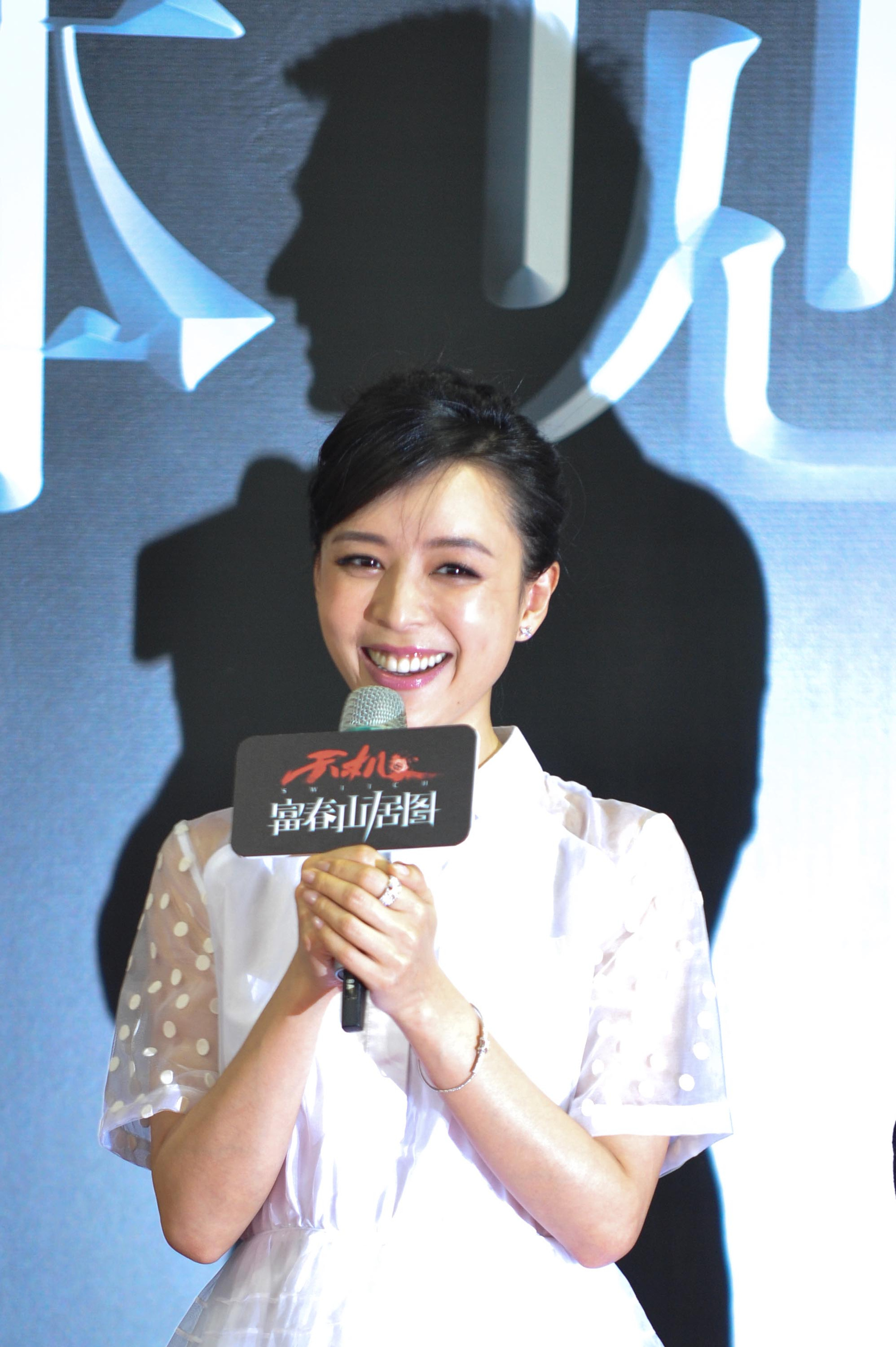
Zhang Jingchu, 2013

Zhang Jingchu (chinesisch 張靜初 / 张静初, Pinyin Zhāng Jìngchū; * 2. Februar 1980 als 張靜 / 张静,  Zhāng Jìng in Fujian) ist eine chinesische Schauspielerin, die auch in westlichen Produktionen mitspielte.

## Leben und Karriere
Zhang Jingchu wuchs in einer ländlichen Gegend auf. Sie studierte an der Zentralen Hochschule für Theater in Peking. Das Studium schloss sie 1997 ab. Daneben lernte sie die englische Sprache, um ihre Einkommensmöglichkeiten zu verbessern.
Nach ihrem Studium hatte Zhang zuerst kleinere Rollen in Fernsehserien und Werbespots. 2005 gelang ihr mit den Filmen Die sieben Schwerter und Jade-Krieger der internationale Durchbruch. Das Time Magazine hielt sie 2005 für eine der kommenden asiatischen Helden. 2006 spielte sie neben Jackie Chan und Chris Tucker in Rush Hour 3.

## Filmografie (Auswahl)
- 2002: Choice (Qing yi liang chong tian, 情义两重天)
- 2005: Peacock (Kǒngquè, 孔雀)
- 2005: Huayao Bride in Shangrila (Huayao xinniang, 花腰新娘)
- 2005: Die sieben Schwerter (Qi Jian, 七剑)
- 2005: Seven Nights (Qi ye, 七夜)
- 2006: In the Blue (Qiǎnlán shēnlán, 浅蓝深蓝)
- 2006: The Road (Fāngxiāng zhī lǚ, 芳香之旅)
- 2006: Jade-Krieger aka Jade Soturi (Yù wǔshì, 玉武士)
- 2007: Protégé (Méntú, 门徒)
- 2007: And the Spring Comes (Lìchūn, 立春, „Zhangs Szene später herausgeschnitten“)
- 2007: Rush Hour 3
- 2008: Red River (Hóng hé, 红河, aka Zhànshuò, 绽硕)
- 2008: Beast Stalker (Zhèngrén, 证人)
- 2009: John Rabe, (Lābèi rìjì, 拉贝日记)[2]
- 2009: Night and Fog (Tiānshuǐwéi de yè yǔ wù, 天水围的夜与雾)
- 2009: Overheard (Qiètīng fēngyún, 窃听风云)
- 2010: Aftershock (Tángshān Dàdìzhèn, 唐山大地震)
- 2015: Mission: Impossible – Rogue Nation
- 2016: Murder at Honeymoon Hotel (Mìyuè jiǔdiàn shārén shìjiàn, 蜜月酒店殺人事件)
- 2016: For a Few Bullets (Kuàishǒu qiāngshǒu kuàiqiāngshǒu, 快手枪手快枪手)
- 2016: Sky on Fire (Chōngtiānhuǒ, 冲天火)
- 2017: Miss Puff (Pàofú xiǎojiě, 泡芙小姐)
- 2017: The Adventurers (Xiá Dào liánméng, 冲天火)
- 2018: Project Gutenberg (Wúshuāng, 无双)
- 2019: Wings Over Everest (Bīngfēngbào, 冰峰暴)
- 2021: The Three-Body Problem (Sāntǐ, 三体)

Quelle: Hong Kong Movie Database, MTime